# Liponeura hispanica
Liponeura hispanica är en tvåvingeart som beskrevs av Peter Zwick 1992. Liponeura hispanica ingår i släktet Liponeura och familjen Blephariceridae.
Artens utbredningsområde är Spanien. Inga underarter finns listade i Catalogue of Life.